# Jala
Jala é um município do estado do Nayarit, no México.